# La Magdalena leyendo
La Magdalena leyendo es uno de los tres fragmentos conservados de un gran retablo pintado al óleo sobre tabla de roble, atribuido al pintor primitivo flamenco Rogier van der Weyden. Pintado entre 1435 y 1438, el fragmento que representa a la Magdalena se conserva en la National Gallery de Londres desde 1860.

## Descripción
Muestra a una mujer de piel pálida, pómulos altos y párpados ovalados típicos de los retratos idealizados de la mujer noble de la época. La mujer ha sido identificada como María Magdalena por el tarro de ungüento ubicado en primer plano, que es su atributo tradicional en el arte cristiano. Se la presenta completamente absorbida en su lectura, un modelo de vida contemplativa, arrepentida y absuelta de pasados pecados. En la tradición católica la Magdalena fue confundida tanto con María de Betania, que ungió los pies de Jesús de Nazaret con aceite, como con la «pecadora anónima» de Lucas 7:36–50. La iconografía habitual de la Magdalena la presenta con un libro, en un momento de reflexión, con lágrimas en los ojos o evitando la mirada. Van der Weyden presta gran atención al detalle en muchas partes de la obra, en particular los pliegues y tela del vestido de la mujer, las cuentas de cristal de roca del rosario que sostiene la figura de pie y la exuberancia del exterior.
El fondo del cuadro fue repintado con una gruesa capa de pintura color marrón. Una limpieza entre 1955 y 1956 reveló el pie de la figura situada detrás de la Magdalena y otra figura arrodillada con pies descalzos delante de ella, con un paisaje visible a través de una ventana. La figura por encima de ella ha sido identificada como perteneciente a un fragmento conservado en el Museo Calouste Gulbenkian de Lisboa, que muestra la cabeza de San José, mientras otro fragmento del mismo museo, que muestra lo que se cree que es Santa Catalina de Alejandría, se piensa que procede del mismo retablo. La temática del retablo original era, probablemente, una sacra conversazione, hecho conocido sólo a través de un dibujo, Virgen y el niño con Santos, conservado en el Museo Nacional de Estocolmo, que seguía a una copia parcial de la pintura, datada a finales del siglo XVI. El dibujo muestra que la Magdalena ocupaba la esquina inferior derecha del retablo. Cada uno de los fragmentos de Lisboa tiene un tercio del tamaño de La Magdalena, que mide 62,2 × 54,4 cm. Según el historiador del arte Lorne Campbell, el título del retablo original era La Madre de Dios y el Niño con un Santo Obispo, San Juan Bautista y San Juan Evangelista.
Aunque internacionalmente reconocido en vida, Van der Weyden cayó en el olvido durante el siglo XVII y su obra no fue redescubierta hasta principios del siglo XIX. La primera noticia de la La Magdalena leyendo se remonta a una venta en 1811. Después de pasar por las manos de varios marchantes de arte en Holanda, la tabla fue comprada por la National Gallery de Londres, en 1860, a un coleccionista de París. Campbell ha descrito el cuadro como «una de las grandes obras maestras del arte del siglo XV y entre las más importantes obras tempranas de van der Weyden».